# Nanda Kishor Pun
Nanda Kishor Pun (नन्दकिशोर पुन) ou Nanda Bahadur Pun, né le 23 octobre 1965 à Rangsi, est un homme d'État népalais, membre du Parti communiste unifié du Népal puis du Parti communiste du Népal. Il est vice-président de la république démocratique fédérale du Népal du 31 octobre 2015 au 20 mars 2023.

## Biographie
Nanda Kishor Pun est né à Rangsi dans la région de Rolpa le 23 octobre 1965. Après des études en science politique qu'il poursuit jusqu'à l'obtention d'un Master, il devient professeur dans une école de Rolpa avant de rejoindre le parti maoïste. Il participe à l'insurrection de ces derniers au cours de la Guerre civile népalaise de 1996 à 2006 qui le propulse commandant en chef des troupes maoïstes, avant leur incorporation à l'armée népalaise à la suite de l'accord de paix mettant fin au conflit le 21 novembre 2006. Au cours de l'insurrection, le gouvernement népalais promettait une récompense de 35 millions de roupies à celui qui l’éliminerait. Il est par la suite candidat malheureux à l'élection de l'assemblée constituante de 2013 dans la circonscription de la capitale Kathmandu.

## Vice-présidence
Après la promulgation de la nouvelle constitution népalaise en 2015, Pun devient le candidat du Parti communiste marxiste-léniniste unifié à la vice présidence lors de l'élection présidentielle du 28 octobre 2015. Avec 325 voix contre 212 pour son adversaire du Congrès Népalais et 10 votes invalides, il devient le vice-président de la présidente Bidya Devi Bhandari.
Cette dernière est réélue trois ans plus tard, et Nanda Kishor Pun se voit reconduit au poste de vice-président sans qu'il soit fait recours à un vote, aucun candidat ne s'étant présenté contre lui,.